# Antje Boetius
Antje Boetius (5 de març de 1967) és una biòloga marina alemanya que actualment exerceix de professora de geomicrobiologia a l'Institut Max Planck de Microbiologia Marina de la Universitat de Bremen. Va rebre el premi Gottfried Wilhelm Leibniz, amb 2,5 milions d'euros de finançament, el març del 2009 pel seu estudi sobre els microorganismes dels fons marins que afecten el clima global. Va ser la primera persona que va descriure l'oxidació anaeròbica del metà, i creu que les primeres formes de vida de la Terra podrien haver subsistit en el metà en absència d'oxigen molecular (en lloc de reduir compostos que contenen oxigen com el nitrat o el sulfat). També ha suggerit que aquestes formes de vida podrien reduir la taxa de canvi climàtic en el futur. És una de les guardonades amb el Premi al Medi Ambient el 2018 de la (German Environment Foundation), també va guanyar el Premi Erna Hamburger el 2019.
Boetius es va llicenciar en biologia a la Universitat d'Hamburg el 1992, i es va doctorar en biologia a la Universitat de Bremen el 1996 (assessorada pel doctor Victor Smetacek). Es va incorporar a l'Institut Max Planck de Microbiologia Marina com a investigadora postdoctoral i es va convertir en professora adjunta el 2001 i professora associada el 2003. Els seus interessos de recerca es troben en el cicle del metà marí, l'ecologia dels hàbitats quimiosintètics, els processos microbians de la diagènesi primerenca en sediments de les aigües profundes, els efectes de pressió i temperatura sobre els processos microbians, la simbiosi microbiana, la geomicrobiologia i el cicle global del carboni. A més del seu paper actual com a professora de Geomicrobiologia, que ocupa des del març del 2009, també és líder del grup pont HGF-MPG sobre ecologia i tecnologia del mar profund i líder del "Grup d'hàbitats microbians" "que investiga la biogeoquímica, els processos de transport i els processos microbians en entorns bentònics.
Descriu els seus interessos com "La bonne cuisine, le bon vin, la bonne compagnie, la bonne musique, la mode et la vie citadine" ((en francès) "Bon menjar, bon vi, bona companyia, bona música, moda i vida a la ciutat").